# 슈퍼 메트로이드
《슈퍼 메트로이드》(Super Metroid)는 1994년 3월19일 닌텐도에서 발매된 슈퍼패미컴용 액션게임이며, 메트로이드 시리즈의 3번째 작품이다. 현재는 Wii의 버추얼 콘솔로도 배포되고 있다.

## 개요
시계열로서는 전작 『메트로이드2』의 뒤에 위치한.。초대 메트로이드의 발전형이자, 메트로이드 시리즈의 기본 시스템을 완성시킨 작품이기도 하다.
새롭게 추가된 시스템으로 먼저 맵 기능이 있다. 이 기능에 의해 시리즈의 특징인 미로와도 같은 스테이지 구조를 파악 할 수 있게 되었다. 맵 컴퓨터라는 기계에서 맵의 다운로드를 받으면 스테이지 맵의 대부분이 표시된다. 맵의 내부는 블록 단위로 잘게 나뉘어 있어 한 번 통과한 곳은 색이 칠해져 기록된다. 전작까지 에너지및 미사일 전 회복 포인트가 각각 점멸하는 아이템 형태였지만, 본작에서부터 일정지점에 존재하는 기계에서 보급하는 형태로 바뀌었다.
두 번째 시스템의 추가점으로 아이템의 교환이 가능하게 된 점이다. 전작까지는 다른 종류의 빔을 운반하는 것이 불가능했지만 본작에서는 장비품으로서 교환하는 것이 가능하게 되었다. 이후의 시리즈에도 사용되고있는 추가 장비품으로 챠지샷, 파워 봄, 슈퍼 미사일, 스피드 부스터, 그라비티 슈츠, 그랍 링 빔이 있다.
스테이지 구성은 첫 작품과 마찬가지로 복수의 지역이 서로 이어져있으며, 지역 보스가 대폭 추가되어있다.

## 평가
| 평가 |         |
| --- | ------- |
| 통합 점수 통합사 점수 게임랭킹스 96% [ 1 ] 평론 점수 평론사 점수 EGM 36/40 [ 2 ] 게임스팟 8.5/10 [ 3 ] IGN 9.5/10 [ 4 ] 닌텐도 파워 4.425/5 [ 5 ] Game Players 97% [ 6 ] Super Play 92% [ 7 ] |         |
| 통합 점수 |         |
| 통합사 | 점수    |
| 게임랭킹스 | 96%     |
| 평론 점수 |         |
| 평론사 | 점수    |
| EGM | 36/40   |
| 게임스팟 | 8.5/10  |
| IGN | 9.5/10  |
| 닌텐도 파워 | 4.425/5 |
| Game Players | 97%     |
| Super Play | 92%     |